# گوردون کارپنتر

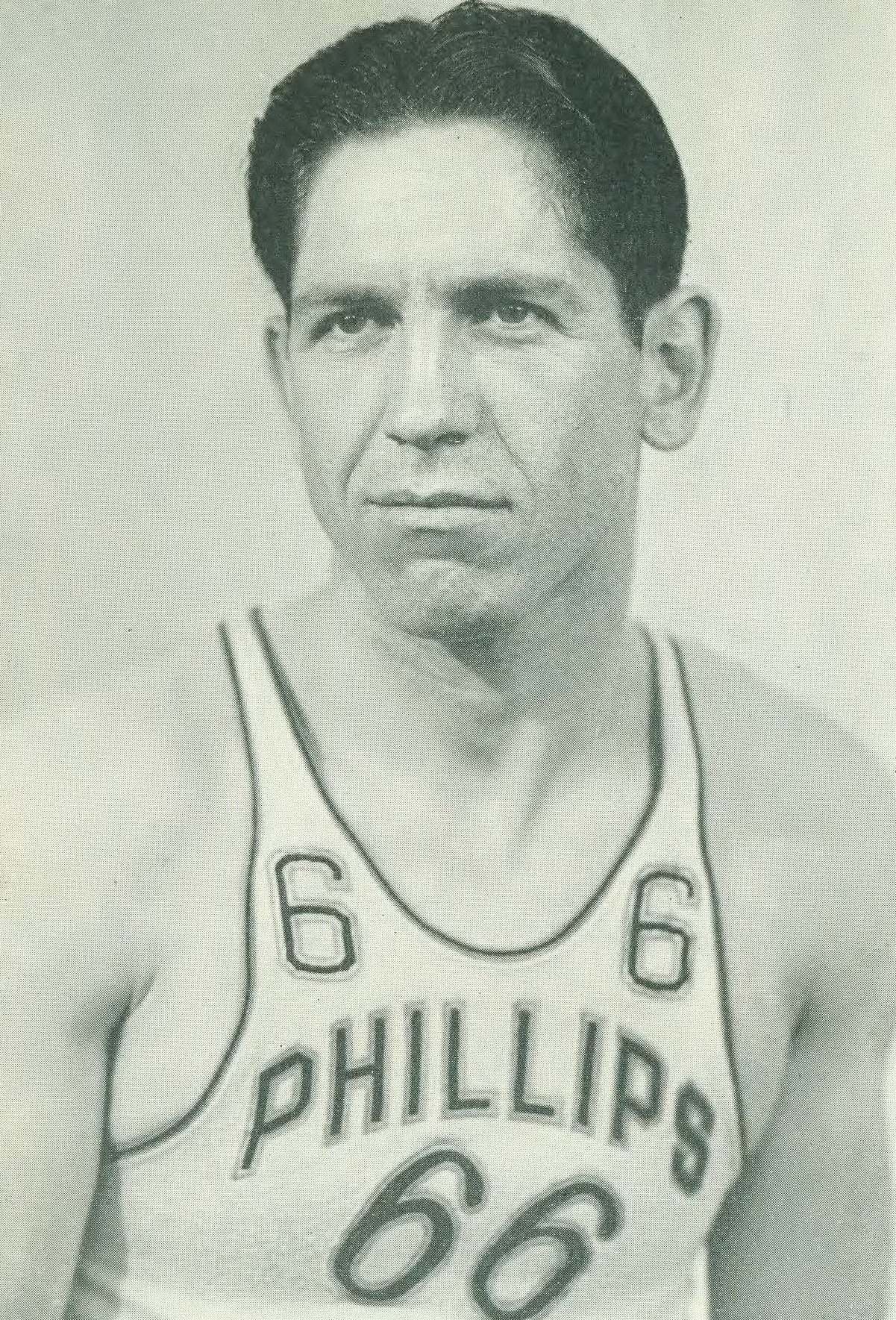
گوردون کارپنتر در سال ۱۹۴۴

گوردون کارپنتر (انگلیسی: Gordon Carpenter؛ زاده ۲۴ سپتامبر ۱۹۱۹ درگذشته ۸ مارس ۱۹۸۸) یک بازیکن بسکتبال اهل ایالات متحده آمریکا بود. 